# Dimitrovova ústava

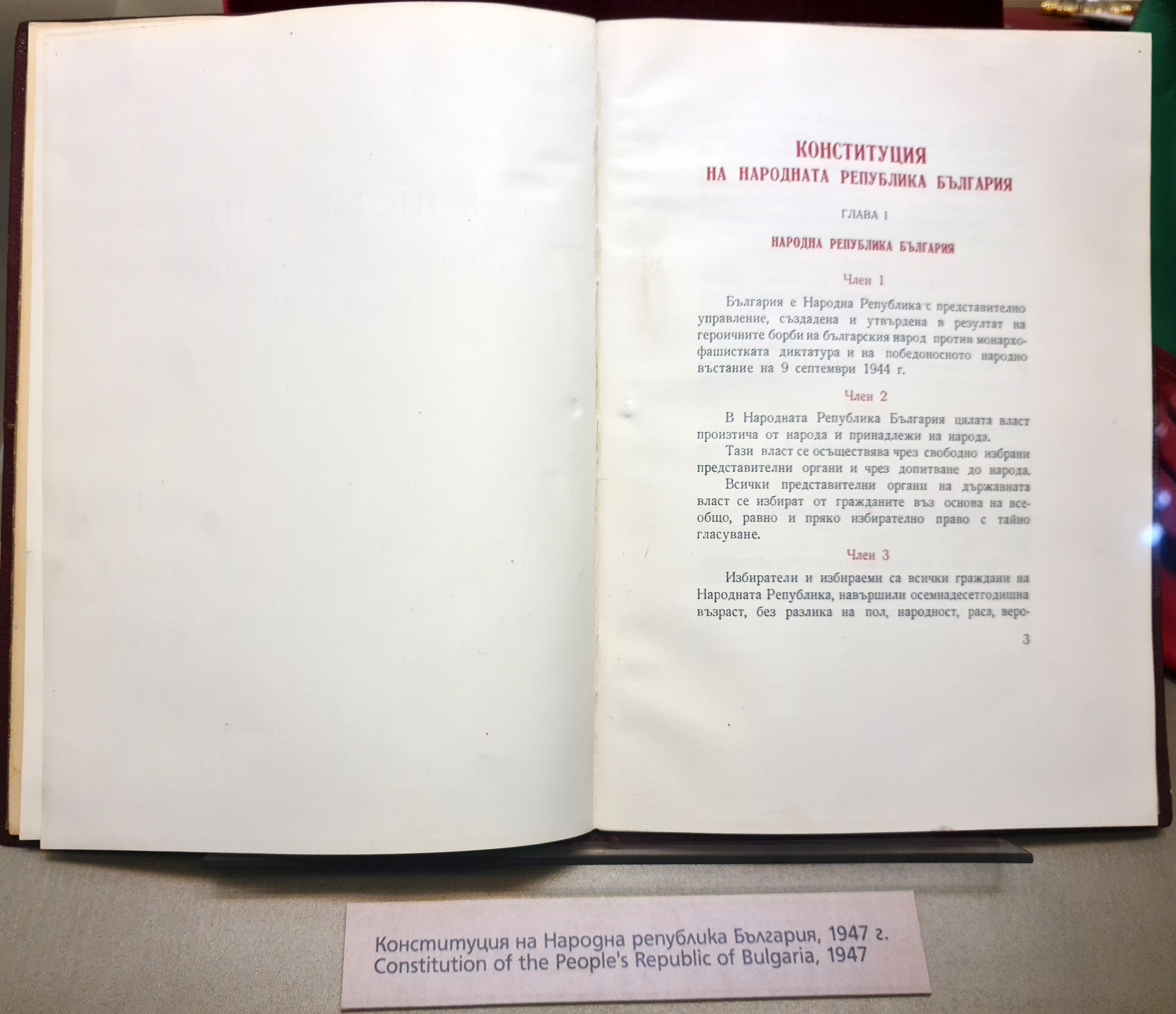

Dimitrovova ústava byla druhou ústavou Bulharska, v platnosti a působení od roku 1947 až do roku 1971. Stanovovala právní základ komunistické vlády v Bulharsku.
Georgi Dimitrov (po kom je dokument pojmenován) započal přípravu ústavy od 4. prosince roku 1947. Ústava byla modelově blízko k ústavě Sovětského svazu z roku 1936. Poskytla právní základ pro obnovu státu na komunistických principech. Ústava zajišťovala a zaručovala svobodu před diskriminací, rovnost před zákonem, univerzální sociální systém, svobodu slova, svobodu tisku a shromažďování, nedotknutelnost osoby, bydliště a korespondence. Tato práva byla však kvalifikována klauzulí zakazující jakoukoliv činnost, která by zpomalovala nebo ohrozila národní hospodářství. Dimitrovova ústava stanovila ještě rozsáhlejší opatření znárodnění. Všechny rozsáhlé obory, banky i pojišťovny byly znárodněny a nad maloobchody byl vytvořen vládní monopol. Vše po vzoru Sovětského svazu.